# Fundo Social Elas
O Fundo Social de Investimento Social ELAS (ELAS), anteriormente chamado Fundo Social Angela Borba, é uma organização não governamental feminista brasileira fundada em 2001 para investir exclusivamente nos direitos e no protagonismo da mulher na sociedade, doando recursos para promover o fortalecimento institucional de alguma idealização. 
É formada por grupos sociais,  professores, comunidades científicas e ativistas, contando com o apoio do Instituto Avon, da Fundação Ford, do Oak Foundation, da ONU Mulheres, da Sigrid Rausing Trust, da Chevron, da M.A.C Aids Fund, da MaMa Cash, da Levi Strauss Foundation, da Fundação Heinrich Böll, da Filia, da Cordaid, da  Ashoka, da Action Aid, da Artemisia, da  Global Fund for Women, da W.K. Kellogg Foundation, da Hivos. 
O ELAS é o único Fundo de Investimento Brasileiro que foca na promoção da atuação feminina na sociedade, investindo em idealizações para grupos formais e informais e organizações de mulheres mobilizando e apoiando cada uma de suas iniciativas acreditando que essa transformação social pode transformar comunidades, cidades, estados e países, colocando a mulher como principal protagonista dessas mudanças.. Em 14 anos o Fundo já ajudou mais de 200 grupos em todo o Brasil doando mais de R$ 2 milhões para instituições.

## Ações

### Elas em movimento
O ELAS em parceria com a Chevron criou o projeto "ELAS em movimento" que visa incentivar o empreendedorismo nas mulheres em comunidades carentes, oferecendo capacitações para iniciarem o negócio e auxílios financeiros. 

### Mulheres da Paz
A iniciativa "Mulheres da Paz" procura fornecer novas oportunidades de emprego a mulheres de comunidades carentes, esse projeto é uma parceria com o SENAC Rio que oferece cursos divididos em 3 módulos e facilida a qualificação e a inserção no mercado de trabalho.